# Гури-Високі
Гури-Високі (пол. Góry Wysokie) — село в Польщі, у гміні Двікози Сандомирського повіту Свентокшиського воєводства.
Населення — 554 особи (2011).
У 1975-1998 роках село належало до Тарнобжезького воєводства.

## Демографія
Демографічна структура на день 31 березня 2011 року:
|          | Загалом | Допрацездатний вік | Працездатний вік | Постпрацездатний вік |
| -------- | ------- | ------------------ | ---------------- | -------------------- |
| Чоловіки | 281     | 56                 | 192              | 33                   |
| Жінки    | 273     | 51                 | 162              | 60                   |
| Разом    | 554     | 107                | 354              | 93                   |